# Jijé-museum
Het Jijé-museum (Frans: Musée Jijé) was een stripmuseum gelegen in de Belgische hoofdstad Brussel. Het museum was gewijd aan het werk van de Belgische striptekenaar Jijé, wat een pseudoniem is van Joseph Gillain.
Het was het eerste museum in België dat gewijd was aan het werk van een enkele striptekenaar. Het Belgisch Centrum voor het Beeldverhaal bestond al wel.

## Geschiedenis
Het gebouw werd in 1930 gebouwd naar een ontwerp van de architecten G. Chambon en Jean-Florian Collin en was voordien een drukkerij van de krant L'Echo de la Bourse. Stripliefhebber François Deneyer wou er dan dit museum van maken. Aanvankelijk zou hij subsidies krijgen van de Franse Gemeenschap op basis van een koninklijk besluit uit 1985, maar door een nieuwe wet die in januari 2003 in werking trad, werd dit later geweigerd. Hij besloot dan om een nieuwe aanvraag in te dienen en het museum zelf te financieren zonder te wachten tot de subsidies in orde waren. Het museum opende dan in mei 2003 en had ook een cafetaria en een stripwinkel.
Begin 2005 weigerde toenmalige minister van Cultuur van de Franse Gemeenschap Fadila Laanan een latere aanvraag voor subsidies. Bij die beslissing speelde onder mee dat er nog geen andere musea waren over een enkele striptekenaar. Hergé had ook nog geen museum. Vervolgens volgde er een nieuwe aanvraag op basis van een nieuw museumdecreet. Dat kwam echter te laat in werking, waarna het museum gesloten werd.

## Collectie
Het museum omvatte een permanente tentoonstelling en tijdelijke tentoonstellingen. De permanente tentoonstelling ging voornamelijk over het leven en werk van Jijé, maar ook deels over enkele auteurs van de school van Marcinelle die door Jijé beïnvloed zijn zoals Franquin, Morris en Will. Tevens bevatte het museum ook de privé-collectie van Deneyer ter waarde van € 400.000. In de hoofdzaal bevond zich een tekening van acht op vijf meter waarop Jerry Spring stond afgebeeld bij een kampvuur.
Daarnaast waren er ook een tijdelijke tentoonstellingen.

## Huis van het stripverhaal
In 2006 opende Deneyer elders in Brussel een stripwinkel annex galerie genaamd Huis van het stripverhaal. Hier organiseerde hij allerlei exposities waarvan een aantal over Jijé. In 2015 werd het galeriegedeelte stopgezet wegens gezondheidsproblemen van Deneyer.